# Ikechosaurus
Ikechosaurus is een geslacht van uitgestorven reptielen uit het Vroeg-Krijt. Fossielen zijn gevonden in China en Mongolië.

## Uiterlijke kenmerken
Ikechosaurus was een op een krokodil gelijkend dier, dat waarschijnlijk in het water leefde, met lange kaken als een gaviaal. De kaken waren bezet met puntige tanden en achter aan de kop zaten grote aanhechtingspunten voor kaakspieren. Het dier had waarschijnlijk een enorm krachtige beet, maar de kaken waren te dun om grote dieren van de oever te plukken. Ikechosaurus was voornamelijk een viseter, maar het kan zijn dat hij ook andere kleine waterdieren als kikkers en salamanders at. Fossiele huid van een verwant dier is gevonden en vertoont geen sporen van osteodermen, als bij krokodilachtigen, maar van zeer kleine schubjes, als bij een hagedis.

## Classificatie
Ikechosaurus behoorde tot de Neochoristodera, een groep die vele geslachten krokodilachtige reptielen, als Champsosaurus en de verwante Simoedosaurus, telt. Binnen deze groep behoorde hij tot de Simoedosauridae en was daarbinnen het nauwst verwant met Simoedosaurus.

## Ecologie
Ikechosaurus leefde in de Chinese provincie Liaoning waar hij samen leefde met zeer veel soorten gevederde dinosauriërs, andere dinosauriërs als Psittacosaurus en Jintasaurus, vroege vogels als Cathayornis en Sinornis, pterosauriërs als Sinopterus, zoogdieren als Repenomamus, Eomaia en Sinodelphys en andere choristoderen als Hyphalosaurus, Philydrosaurus en Monjurosuchus en de simoedosauriër Liaoxisaurus.